# Linia kolejowa Tours – Le Mans
Linia kolejowa Tours – Le Mans – linie kolejowa we Francji o długości 96 km. Łączy Tours z Le Mans przez Château-du-Loir. Jest wykorzystywana przez pociągi pasażerskie (ekspresowe, regionalne i podmiejskie) oraz towarowe. Linia została otwarta w 1858 roku. Jest linią niezelektryfikowaną.